# Rio Crivobara
O Rio Crivobara é um rio da Romênia, afluente do Miniş, localizado no distrito de Timiş.